# هووبی
هووبی (به لاتین: Hübi) یک منطقه مسکونی در جمهوری آذربایجان است که در شهرستان لریک واقع شده است.